# أوه جاي سوك
أوه جاي سوك (4 يناير 1990 أويجيونغبو كوريا الجنوبية - ) هو لاعب كرة قدم كوري جنوبي، يلعب كمدافع، شارك في الألعاب الأولمبية الصيفية 2012.

## روابط خارجية
- أوه جاي سوك على موقع الاتحاد الدولي (مؤرشف)  (الإنجليزية)
- أوه جاي سوك على موقع رابطة كرة القدم اليابانية للمحترفين (اليابانية)
- أوه جاي سوك على موقع دوري كوريا الجنوبية (الإنجليزية)
- أوه جاي سوك على موقع قاعدة بيانات كرة القدم.إي يو (الإنجليزية)
- أوه جاي سوك على موقع ناشيونال فوتبول تيمز (الإنجليزية)
- أوه جاي سوك على موقع Soccerway.com (الإنجليزية)
- أوه جاي سوك على موقع أوليمبيديا (الإنجليزية)